# 熊惟學
熊惟學（1538年—？），字習之，號復吾，江西南昌府南昌縣人，民籍，明朝政治人物。

## 生平
隆慶元年（1567年）丁卯科江西鄉試第四十五名舉人，五年（1571年）中式辛未科會試第四名，二甲第四十七名進士。通政司觀政，授工部主事，萬曆五年（1577年）歷官工部员外郎、郎中，本年二月升廣東僉事，八年正月升雲南左參議，丁憂歸。十二年三月起補陝西右參議，十三年十月陞廣西提學副使，十七年正月升廣東布政司右參政，二十年升本省按察使，二十一年七月升廣西右布政使，二十二年十月轉左布政使，二十六年官至應天府府尹，二十八年回籍。

## 家族
曾祖熊蘭，知府 贈中憲大夫；祖父熊木，府同知；父熊衷，母丁氏。慈侍下。